# Люблінський сейм 1569 року
Сейм 1569 року — звичайний сейм Корони Королівства Польського, скликаний 1 листопада 1568 року на 23 грудня 1568 року в Любліні. Після укладення Люблінської унії 28 червня 1569 р. — сейм Речі Посполитої.
Передсеймові сеймики відбулися в Сьроді 29 листопада 1568 р., в Прошуві 10 грудня 1568 р. і в Прусії в Ельблонгу 12 грудня 1568 р.
Маршалком сейму обрано Станіслава Сендзівоя Чарнковського. Сеймові засідання тривали з 10 січня 1569 р. до 12 серпня 1569 р..
Головною темою зустрічі був проект краківського єпископа Філіпа Паднєвського, який передбачав укладення Польщею та Литвою дуже вільної унії у формі персональної унії (спільних виборів), виключно з метою проведення спільної оборонної політики. Литовський сейм, на якому переважали магнати, не прийняв цю пропозицію, і 1 березня 1569 року частина литовських магнатів покинула Люблін, у цей момент опір литовців було зламано, оскільки Люблінський сейм включив частину земель Великого князівства Литовського до Корони.
5 березня 1569 р. сейм проголосував за включення Підляського воєводства до складу Корони. 26 травня 1569 року до складу Корони ввійшло Волинське воєводство, а 6 червня 1569 року — Київське та Брацлавське воєводства. 28 червня 1569 року було підписано Люблінську унію.